# Iamama (região)
Iamama ou Jamama (em árabe: اليمامة‎; romaniz.: al-Yamāmah) é uma região histórica da Arábia situada no Négede com capital em Hajer (atual Riade). 

## História

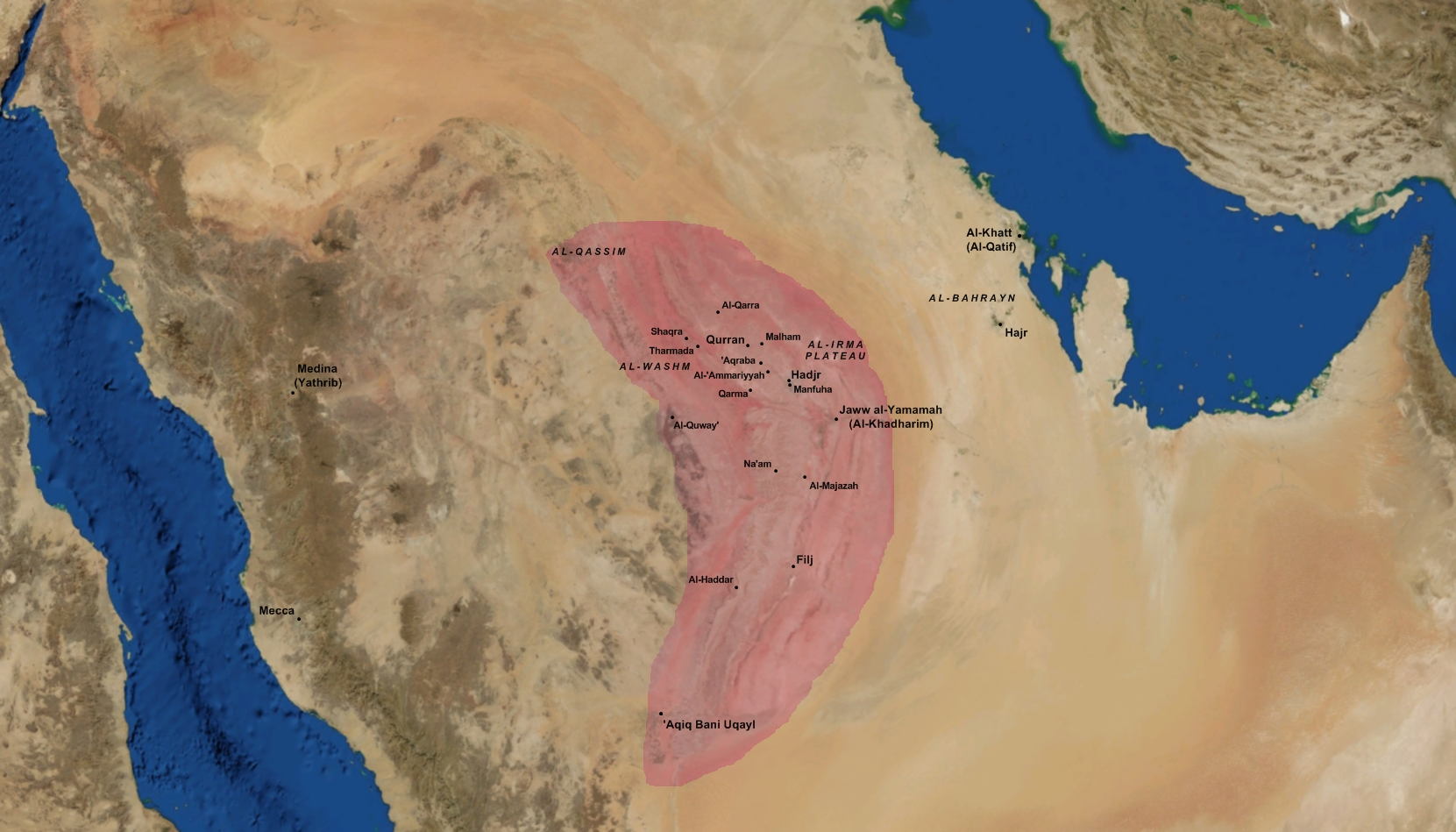
Iamama na Arábia

Iamama se localiza no Négede. Ainda no tempo que o profeta Maomé vivia, ele foi visitado em Medina por uma delegação de hanifaítas que veio Iamama e na qual estava Muçailima ibne Habibe Alhanafi. Pouco depois, quando Muçailima renunciou ao Islã, o general Calide ibne Ualide fez campanha na região e o matou em 632. No século IX, ibne Cordadebe citou a estação de Alcarje, e no século X Alhandani também a cita, mas como vila; continuou dizendo que havia fortificações espalhadas, palmeiras, jardins (riades), um velho mercado e minas de ouro e prata, bem como que Hajer era sua capital e sede dos emires.
Iamama foi visitada no século XI pelo viajante persa Nácer Cosroes que citou uma antiga e grande fortaleza, um mercado no qual bens de todo tipo eram vendidos e uma mesquita. Havia palmeiras, e quando as tâmaras eram abundantes, mil manéns (um maném = cerca de duas libras) custavam apenas um dinar. A rota para Alhaça a partir de Iamama, diz ele, era de 40 parasangas, mas a viagem só era realizada no inverno, quando havia água. Seus emires eram alauítas que professavam o zaidismo xiita e que conseguiam arregimentar uma força de cavalaria de 300 a 400 cavaleiros. Eles, diz Nácer, tinham como seu icama (segunda chamada da oração) Muhammad wa-Aliyy khayru 'l-baxar; wa-hayya ala khayri 'l-'amal.